# Erhard Minder
Erhard Minder (Neftenbach, 16 gennaio 1925 – Aarau, 15 gennaio 2002) è stato un pentatleta svizzero.

## Palmarès
In carriera ha conseguito i seguenti risultati:
- Mondiali:

Budapest 1954: argento nel pentathlon moderno a squadre.
Zurigo 1955: bronzo nel pentathlon moderno a squadre.